# Accord FRANZ
L'Accord FRANZ (France-Australie-Nouvelle-Zélande) est un accord tripartite de coopération signé le 22 décembre 1992 à Wellington entre la France, l'Australie et la Nouvelle-Zélande dans l'optique « de coordonner et de rationaliser l’aide civile et militaire aux États et territoires du Pacifique insulaire victimes de catastrophes naturelles ». Pour la France, une structure de veille est ainsi maintenue en Polynésie française et en Nouvelle-Calédonie sous l'autorité des hauts-commissaires dans le but d'intervenir le plus rapidement possible. Côté néo-zélandais, le suivi et la mise en œuvre de l'accord sont suivis par la New Zealand Agency for International Development (NZAID)
Longtemps mis en sommeil en raison du refroidissement des relations franco-néo-zélandaises et franco-australiennes à la suite de la reprise des essais nucléaires français de 1995, cet accord a été réactivé depuis 2000. Plusieurs interventions ont ainsi pu avoir lieu : 
- aux Tonga (cyclone Waka) en décembre 2001
- à Niue (cyclone Heta)
- au Vanuatu (cyclone Ivy) en février 2004
- aux Fidji (inondations) en avril 2004
- aux îles Cook (cyclones Meena, Nancy, Olaf et Percy en février 2005)
- sur l’île d’Ambrym (pluies acides) en mars 2005
- aux îles Salomon (tsunami) en avril 2007
- en Papouasie-Nouvelle-Guinée (inondations) en novembre 2007